# Vilhelms Purvītis
Vilhelms Purvītis (* 3. März 1872 in der Gemeinde Zaube, Gouvernement Livland; † 14. Januar 1945 in Bad Nauheim, Deutschland) war ein lettischer Landschaftsmaler.

## Leben
1886 verzog die elterliche Familie ins Gouvernement Vitebsk, wo der Vater eine Wassermühle erworben hatte. Neben der Arbeit in der Mühle konnte Purvītis für ein Jahr eine höhere Schule in Drissa besuchen. Hier wurde sein zeichnerisches Talent von einem der Lehrer besonders gefördert. Ein weiteres Jahr verbrachte er als Lehrling in einer Fabrik bei Smiltene. Nach der Renovierung der elterlichen Mühle konnte sich Purvītis 1890 seinen großen Wunsch erfüllen: Dank eines kleinen Stipendiums des örtlichen Grafen reiste er nach St. Petersburg und wurde aufgrund seiner Arbeiten, ohne höheren Bildungsabschluss, in die Kunstakademie aufgenommen. Die lettischen Studenten St. Petersburgs trafen sich regelmäßig als Gruppe „Rūķis“. Freundschaften zu den Malern Ādams Ālkšnis, Jānis Valters sowie dem etwas älteren Janis Rozentāls stammen aus dieser Zeit. Neben dem intensiven Studium wurden zum Lebensunterhalt Auftragsarbeiten wie Zarenportraits angefertigt. In dieser Zeit vollzog die Kunstakademie eine Hinwendung zum Realismus. Purvītis entschied sich, Landschaftsmaler zu werden und wurde 1895 in die Meisterklasse von Archip Iwanowitsch Kuindschi aufgenommen. 1897 erhielt er für seine Diplomarbeit eine Goldmedaille.
In den folgenden Jahren bereiste Purvītis mehrfach Westeuropa. Er gewann Anerkennung auf Ausstellungen in Paris, Lyon und verschiedenen deutschen Städten. In St. Petersburg beschickte er die Frühjahrsausstellungen und war Teil der Gruppe Mir Iskusstwa. Am 20. April 1903 heiratete er in Mitau Augusta Caroline Lydia Stellmacher. Nach 1903 wandte er sich jedoch vom internationalen Kunstbetrieb ab und konzentrierte sich auf seine nunmehr führende Position in Riga. Zusammen mit dem inzwischen verschwägerten Jānis Valters, der Augusta Caroline Lydia Stellmachers Schwester geheiratet hatte, geriet er während der Revolution von 1905 zwischen die gesellschaftlichen Fronten. Als Mitglieder des von der deutsch-baltischen Oberschicht getragenen Kunstvereins verweigerten beide die Unterschrift unter eine Petition an den Zaren. Dadurch kam es zum Bruch mit dem Großteil der lettischen Intelligenz. In der Folge gab Purvītis sein selbständiges Künstlerleben auf, zog sich aus dem öffentlichen Leben zurück und unterrichtete für drei Jahre an einer deutschen Realschule in Reval. Erst 1909 kehrte er zurück, als er zum Direktor der Rigaer Kunstschule ernannt wurde. Durch die Öffnung dieser Schule für lettische Schüler stieg deren Anteil an der Schülerschaft bis 1914 von 1 % auf 70 %. Als sich 1915 die Fronten des Ersten Weltkriegs der Stadt näherten, wurde die Kunstschule mit allem Personal nach St. Petersburg evakuiert. Wegen Krankheit durfte Puvītis und seine Familie 1917 nach Norwegen ausreisen und verbrachten ein Jahr in einem Sanatorium in Lillehammer. Im Herbst 1918 kehrte er nach Riga zurück. Er wurde Anfang 1919 Direktor des Kunstmuseums sowie der neugegründeten Lettischen Kunstakademie. Außerdem erhielt er eine Architekturprofessur an der Lettischen Universität.

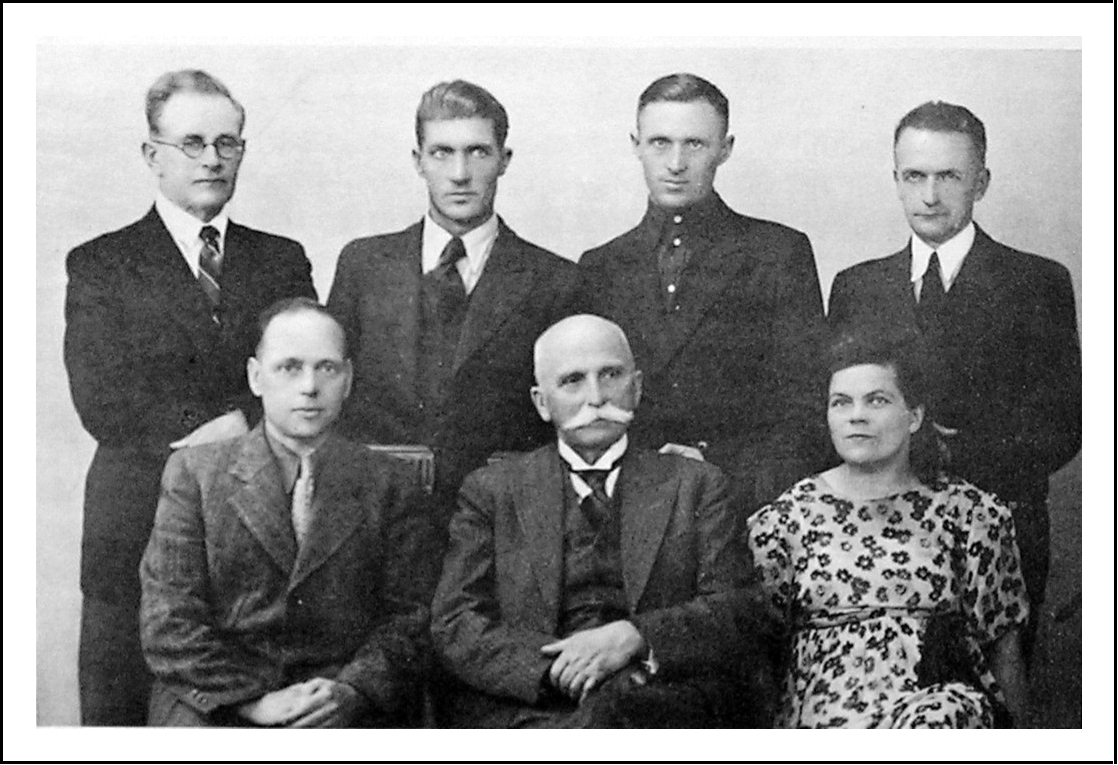
Purvītis zwischen seinen Schülern

Als Akademiedirektor hatte Purvītis zuerst mit Widerständen zu kämpfen, da sein Stil als veraltet galt. Er setzte jedoch eine Ausrichtung am Realismus durch und hatte viele Schüler die seinen Stil fortsetzten. Im Ausland organisierte er viele Ausstellungen der lettischen Kunst. Seine eigenen Werke präsentierte Purvītis nur noch spärlich, obwohl neben dem Lehrbetrieb ständig neue Werke entstanden. 1934 verlor er sein Direktorenamt an der Kunstakademie, führte aber seine Meisterwerkstatt bis 1944 fort. 1942 fand nochmals eine große Ausstellung seiner Werke statt. Im Oktober 1944 begab er sich vor der anrückenden Roten Armee nach Deutschland, wo er 1945 in einem Sanatorium in Bad Nauheim verstarb.

## Werk
Purvītis vertiefte sich in seinen Landschaftsgemälden besonders in die einheimische Natur Lettlands. Frühe Schwerpunkte waren Vorfrühling und die Darstellung von Schnee. In späteren Jahren übernahm er teilweise Einflüsse des Impressionismus, Jugendstil, Postimpressionismus und Expressionismus.
Viele seiner Gemälde verschwanden während des russischen Bürgerkriegs. Diese malte Purvītis in den 1920er Jahren aufgrund von Reproduktionen und aus dem Gedächtnis nach. Im Zweiten Weltkrieg lagerte er den Großteil seiner nach tausenden zählenden Werke in Jelgava, wo sie bei Luftangriffen im Sommer 1944 verloren gingen.

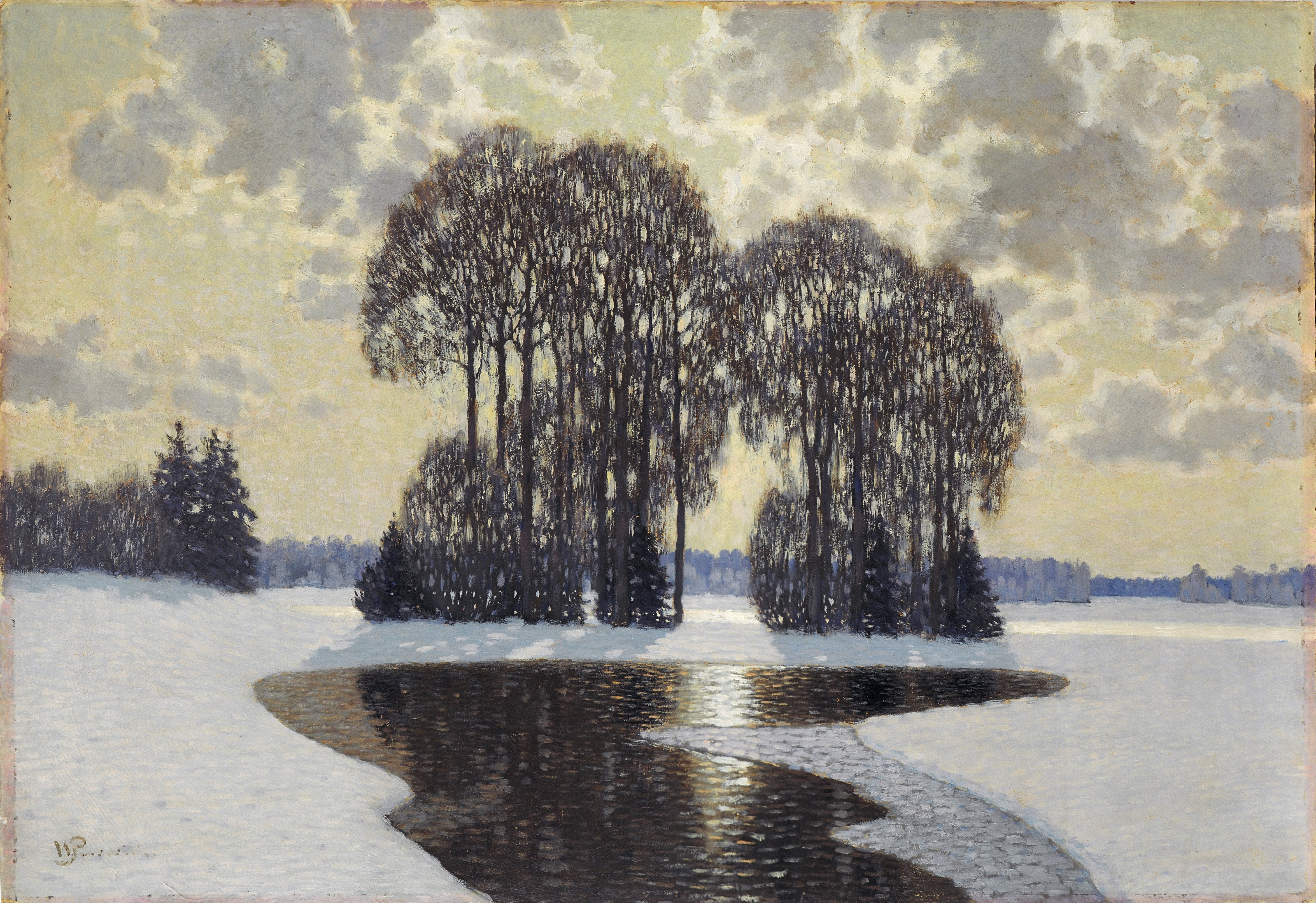
Winter (1910)
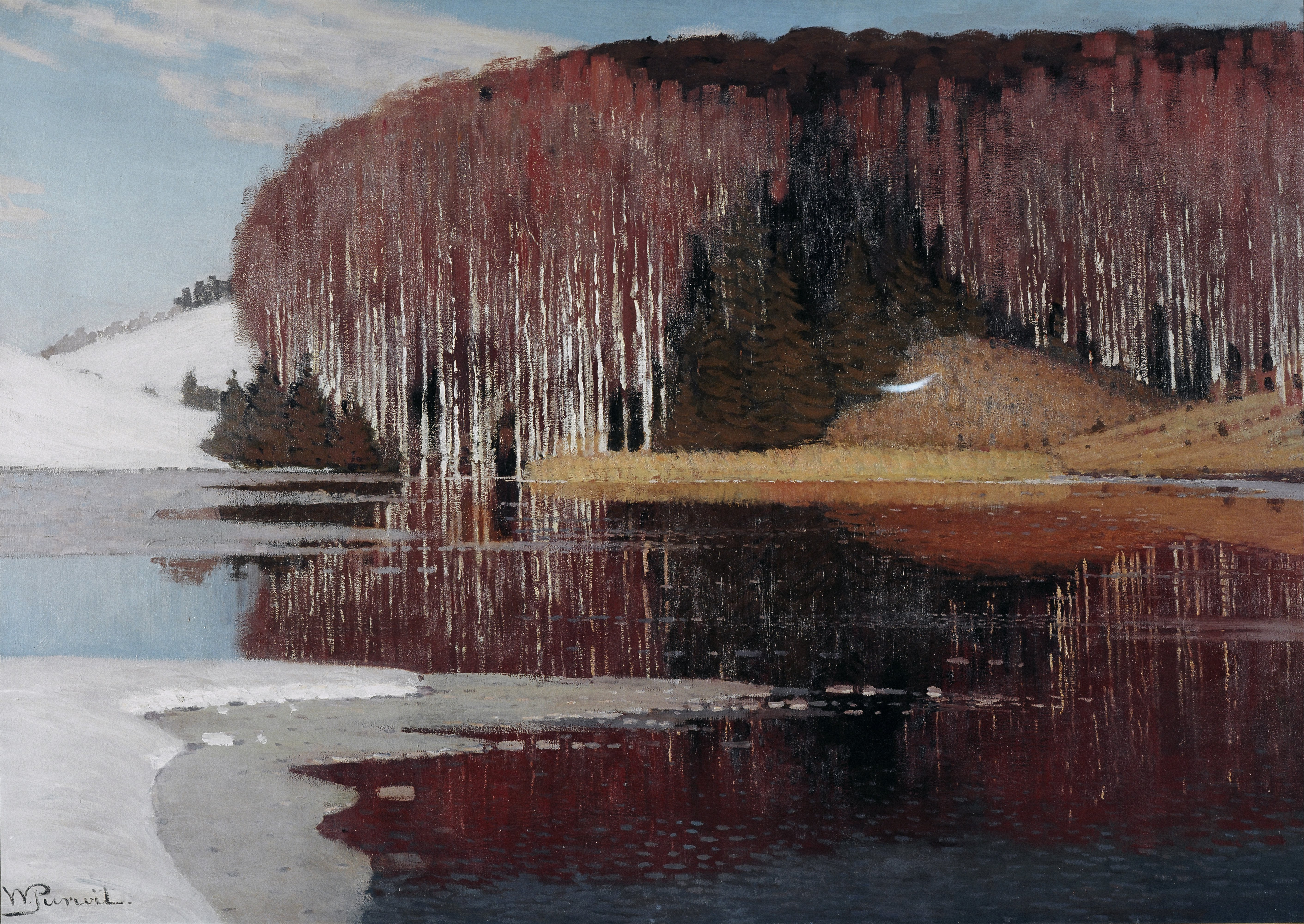
Frühling am Wasser (1910)
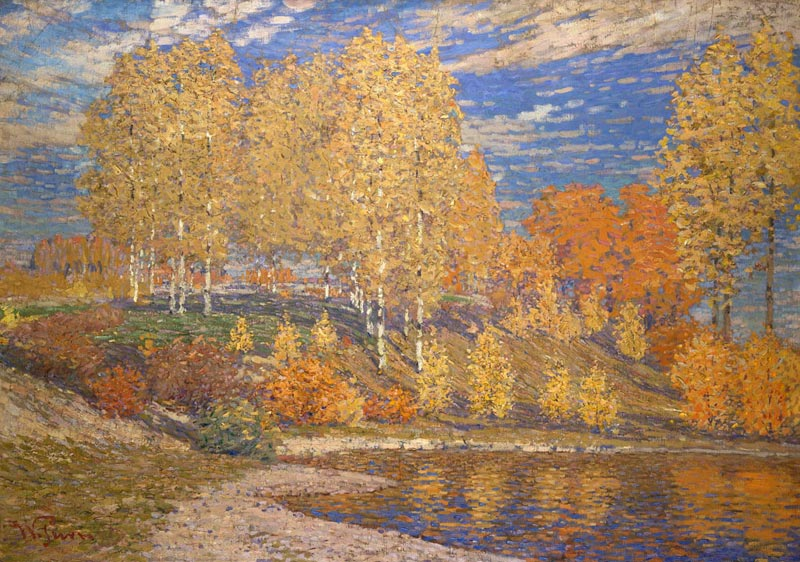
Herbstsonne (1909)
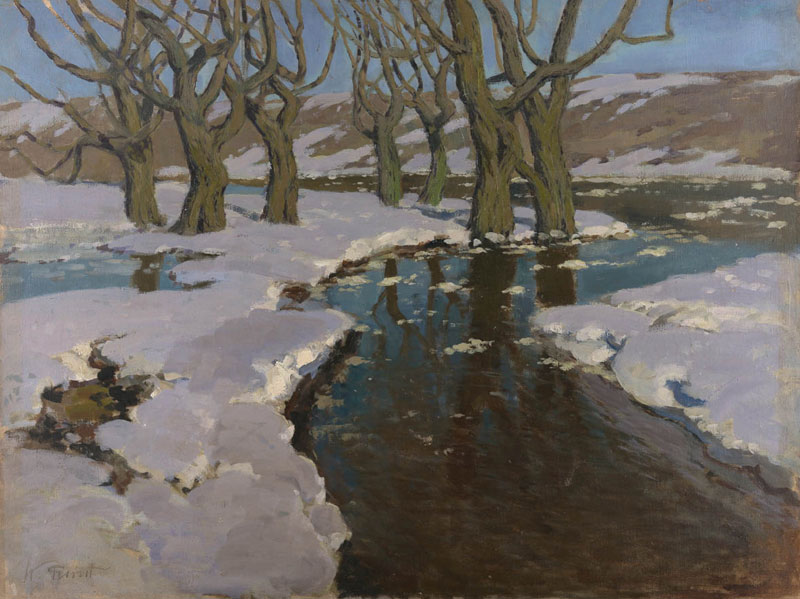
Vorfrühling (1898–1899)
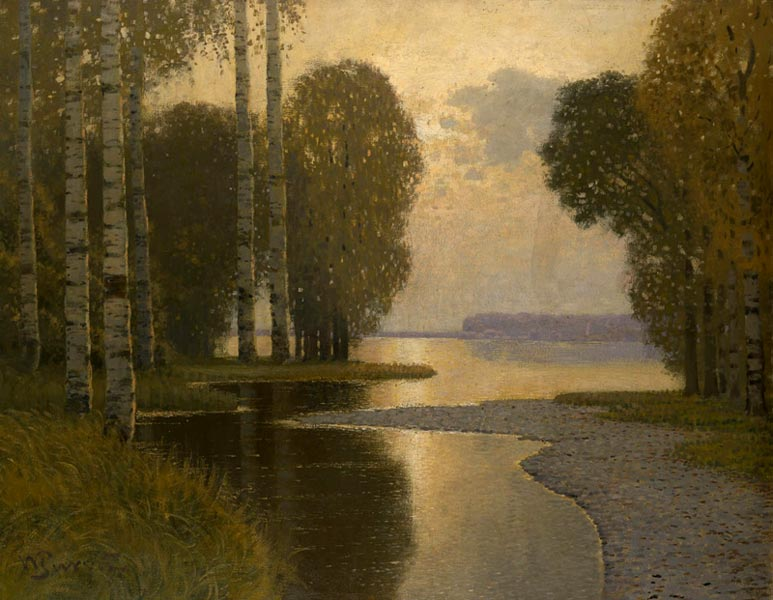
Landschaft mit Birken (1910)